# Samir Abourizk
Samir Abourizk, né le 23 juillet 1939 à Dakar et mort dans la même ville le 28 octobre 2013, est un homme politique sénégalais d'origine libanaise. Il est le fondateur et le secrétaire général du parti politique Démocratie citoyenne depuis le 14 juillet 2000.
Membre du Parti socialiste jusqu'en 1994, il soutient Abdoulaye Wade lors de l’Élection présidentielle de 2007.
Samir Abourizk décède le 28 octobre 2013 d'un accident vasculaire cérébral, à l'âge de 74 ans.